# Defecation
Defecation – projekt muzyczny powstały w 1987 roku z inicjatywy dwóch muzyków: amerykańskiego gitarzysty Mitcha Harrisa (grającego wówczas w drugim projekcie Righteous Pigs, obecnie w Napalm Death) i brytyjskiego perkusisty Micka Harrisa (znanego niegdyś ze składu Napalm Death). W 1992 roku Defecation zostało rozwiązane. W tym okresie (1987-1992) nagrano (w 1989 r.) album Purity Dilution, przy produkcji którego m.in. brał udział Dan Lilker (Nuclear Assault, Anthrax, S.O.D, Brutal Truth). W 2000 roku projekt został wznowiony przez Mitcha Harrisa. W 2003 wydany został kolejny album Intention Surpassed. Styl muzyczny Defecation oparty jest na konwencji death metalu i grindcore. Teksty poruszają tematykę śmierci, przemocy, a także sprawy społeczeństwa i polityki. 
.

## Muzycy

### Obecny skład zespołu
- Mitch Harris - gitara, gitara basowa, perkusja, śpiew

### Byli członkowie zespołu
- Mick Harris - perkusja, śpiew

## Dyskografia
- Purity Dilution, 1989 (Mitch Harris, Mick Harris)
- Intention Surpassed, 2003 (Mitch Harris)